# Nícies Soter
Nícies Soter (grec antic: Νικίας Σωτήρ) fou un rei indogrec que va governar els Paropamísades. No s'han conservat gaires monedes d'aquest rei, i gairebé totes han estat trobades al nord del Pakistan, cosa que indicaria que governava un principat més aviat petit entorn de la vall inferior del Kabul. Probablement era parent de Menandre I. Osmund Bopearachchi el data vers 90-85 aC, dates que tenen el suport de la inexistència de monedes àtiques; R.C. Senior, en canvi, el situa com a successor de Menandre I, vers 135 aC-125 aC després de considerar els llocs de les troballes. Les diverses etapes de la vida de Nícies que mostren les seves monedes, en la que va envellint, assenyalen un regnat més aviat llarg.

## Monedes
Nícies va encunyar monedes (dracmes) de plata de tipus indi en les que apareix amb la diadema o amb casc; els revers són tres:
- Un rei caminant.
- Una versió d'Atena amb rellamp (només un exemplar).
- El rei damunt un cavall similar a l'utilitzat per Antímac II (igualment només un exemplar).

Les monedes de bronze mostren a Zeus o un dofí, o bé la cara del rei o el rei a cavall; algunes de les monedes són molt simples; encara que va governar a la part occidental del regne no s'han trobat monedes àtiques.
Els seus monogrames generalment imiten els dels reis Teòfil i Filoxen Anicet, encara que un és compartit amb Trasó, l'efímer rei suposat fill i successor de Menandre I.